# سوترهاوزن
سوترهاوزن (به آلمانی: Sotterhausen) یک منطقهٔ مسکونی در آلمان است که در آل‌اشتد واقع شده‌است. سوترهاوزن ۲۵۰ نفر جمعیت دارد.